# Margaretha (Hemmingstedt)
Die Windmühle Margaretha steht in Hemmingstedt, Dithmarschen, Bahnhofstraße 7, unweit des aktuell nicht bedienten Bahnhofs Hemmingstedt an der Marschbahn. Unter der Objekt-ID 3094 ist sie in der Liste der Kulturdenkmale in Hemmingstedt eingetragen.

## Geschichte

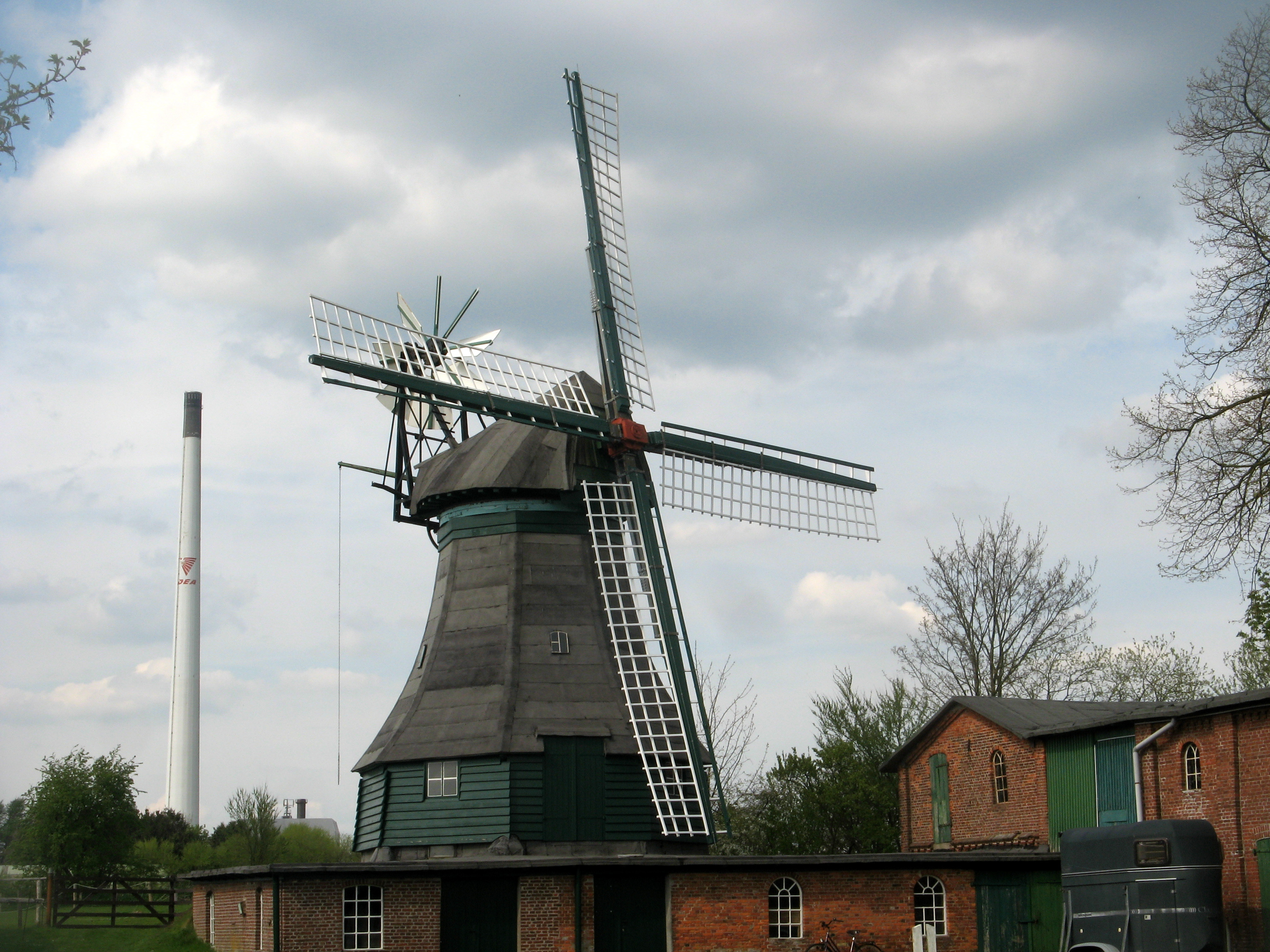
Windmühle Margaretha

1815 beantragte Christan Janßen die Baugenehmigung für eine Bockmühle in Hemmingstedt, die wahrscheinlich vorher an einem anderen Ort gestanden hatte. Ihre Kappe war reetgedeckt. Sie wurde 1858 bei einem Blitzschlag zerstört.
Als Nachfolgerin wurde ein Bergholländer errichtet, ebenfalls mit Reetdach. 1906 wurde er als Dampfmühle mit einem 15 Meter hohen Schornstein umgebaut. Dieser war durch einen Gewölbegang mit der Ostseite der Windmühle verbunden. Das Reetdach wurde durch ein Pappdach ersetzt.
1922 wurde ein neues Kornlager errichtet. 1924 ließ Max Suhr ein Maschinenhaus für einen Rohölmotor (Südwesten und Westen) anbauen. 1977 wurde der Windbetrieb eingestellt. Endgültig endete der Mahlbetrieb, als der letzte Müller Otto Carstens 1979 starb.
Seit 1978 steht die Windmühle Margaretha unter Denkmalschutz. 1987 wurde sie aufwendig restauriert:  Dabei erhielt sie ein neues Kreuz aus Segelflügeln, eine neue Windrose und eine waagerechte Verschalung.
1987 wurde der Zustand der Mühle von dem ostdeutschen Mühlenfotografen Bernd Maywald ausführlich dokumentiert. Maywald war seinerzeit einer Einladung der Deutschen Gesellschaft für Mühlenkunde und Mühlenerhaltung gefolgt und mit Genehmigung des Kulturbundes der DDR auch an anderen Orten in Dithmarschen unterwegs.
Die Besichtigung der Mühle ist nach vorheriger Anmeldung möglich.